# Zubovići (Novalja)
Zubovići su naselje na otoku Pagu u Hrvatskoj u sastavu Grada Novalje u Ličko-senjskoj županiji.

## Povijest
Selo Zubovići se nalazi u skupu sela koje otočani nazivaju Barbati. Selo je nastalo u 18. stoljeću, a zvalo se Sridnje Selo. Zubovići su nastali doseljenjem obitelji Zubović iz grada Paga radi izlova tune. Zubovići (prezime) su inače u grad Pag stigli iz Like 1690.godine. 

## Stanovništvo
Prema popisu stanovništva iz 2001. godine, naselje je imalo 218 stanovnika te 84 obiteljskih kućanstava. Prema popisu iz 2011. naselje je imalo 195 stanovnika.
| broj stanovnika | 146   | 181   | 179   | 200   | 287   | 341   | 341   | 593   | 326   | 338   | 352   | 372   | 301   | 251   | 218   | 195   | 180   |
|                 | 1857. | 1869. | 1880. | 1890. | 1900. | 1910. | 1921. | 1931. | 1948. | 1953. | 1961. | 1971. | 1981. | 1991. | 2001. | 2011. | 2021. |

## Spomenici i zanimljivosti
U Zubovićima se nalazi župna crkva Bezgrješnog Začeća izgrađena 1854. godine. U naselju se nalazi i mjesno groblje.